# Les Nains de jardin
Les Nains de jardin est un album de gags dessiné par Mazan pour les éditions du Cycliste et sorti en 1996.